# Paul Stern (Generalmajor)

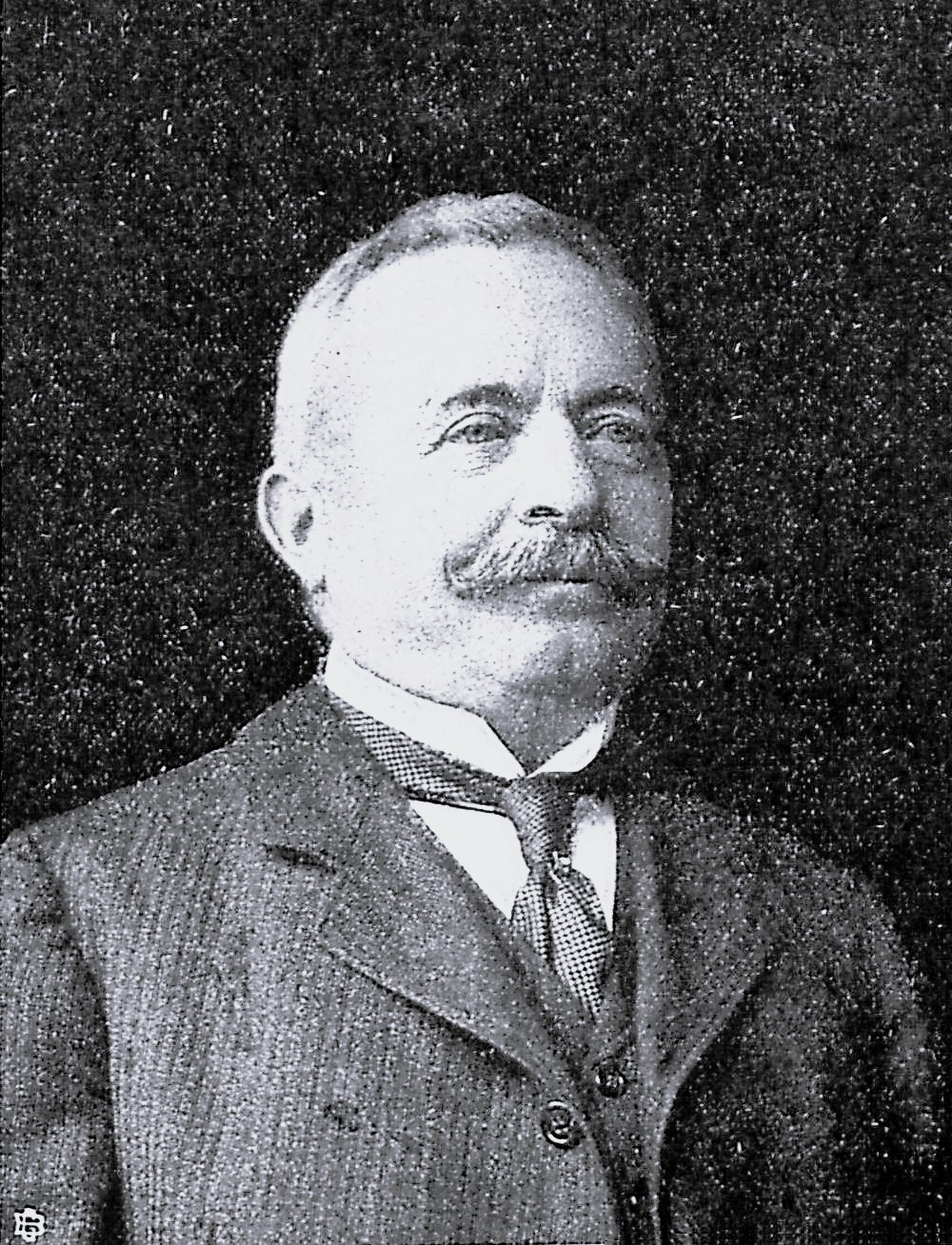
Paul Stern

Paul Carl Reinhard Stern (* 15. August 1844 in Hamm; † 25. November 1912 in der Freien und Hansestadt Lübeck) war ein preußischer Generalmajor.

## Leben
Paul war der Sohn eines Professors am Gymnasium in Hamm und dessen Ehefrau Amalie, geborene Döring.

### Militärische Laufbahn
Stern besuchte zunächst eine Volksschule, bevor er an das Hammer Gymnasium wechselte. Dieses verließ er mit dem Reifezeugnis zum Besuch einer Universität.
Als Einjährig-Freiwilliger wurde Stern zum 1. Oktober 1863 dem Westfälischen Pionier-Bataillon Nr. 7 der Preußischen Armee in Deutz zugeteilt. Mit diesem zog er 1864 als Teil der 13. Infanterie-Division des kombinierten preußischen Armeekorps gegen Dänemark in den Zweiten Schleswig-Holsteinischen Krieg. Bei der Teilnahme seines Bataillons an der Erstürmung der Düppeler Schanzen entschied er sich Offizier zu werden.
Am 1. Dezember 1864 wurde Stern zum Portepeefähnrich befördert und am 2. November 1865 als außeretatsmäßiger Sekondeleutnant zur 3. Ingenieur-Inspektion nach Koblenz kommandiert. Abermals bewährte er sich 1866 während des Krieges gegen Österreich in den Schlachten bei Münchengrätz und Königgrätz. Nach dem Krieg folgte am 4. Juni 1868 seine Versetzung in die 4. Ingenieur-Inspektion nach Berlin. Dort wurde Stern am 12. September 1868 zum Ingenieuroffizier ernannt. Während des Krieges gegen Frankreich war Stern vom 18. August 1870 bis zum 11. März 1871 als Ordonnanzoffizier zum Stab der 18. Division kommandiert. Er nahm an den Kämpfen bei Colombey, Mars-la-Tour, Gravelotte, Noisseville, Orléans, Beaugency und Le Mans sowie der Belagerung von Metz teil. Seine Leistungen wurden durch die Verleihung des Eisernen Kreuzes II. Klasse gewürdigt.
Während seines Ruhestandes in Lübeck schrieb er seine Erlebnisse in einem in mehrfache Auflage erschienenen Buch nieder.
Nach dem Vorfrieden von Versailles ließ Stern sich am 5. März 1871 auf eigenen Antrag in das Holsteinische Infanterie-Regiment Nr. 85 nach Kiel versetzen. Dort wurde er am 26. Februar 1872 Premierleutnant. Stern war von Mitte Juni bis Anfang September 1872 kurzzeitig als Erzieher zum Kadettenhaus Plön kommandiert. Ab 1. Oktober 1872 absolvierte er dann für drei Jahre die Kriegsakademie und wurde am 18. Mai 1876 auf ein Jahr zum Großen Generalstab kommandiert. Diese Kommandierung verlängerte sich anschließend um ein weiteres Jahr. Zwischenzeitlich war er am 2. Februar 1878 in das 1. Hanseatische Infanterie-Regiment Nr. 75 versetzt worden. Mit seiner Beförderung zum Hauptmann aggregierte man ihn am 2. Mai 1878 dem Regiment und kommandierte Stern auf ein Jahr zum Nebenetat des Großen Generalstabes. Dieses Kommando verlängerte sich nochmals bis Ende September 1879. Stern kehrte dann als Chef der 12. Kompanie in Stade in den Truppendienst zurück. Am 21. Juli 1889 avancierte Stern zum Major und wurde am 18. November 1890 zum Kommandeur des III. Bataillons in Stade ernannt. Als Oberstleutnant und etatsmäßiger Stabsoffizier folgte am 23. Mai 1895 seine Versetzung nach Neiße in das Infanterie-Regiment „von Winterfeldt“ (2. Oberschlesisches) Nr. 23. Dieses Regiment stellvertretend kommandieren zu dürfen, war für Stern eine besondere Auszeichnung gewesen. Die Nähe zur Grenze bedeutete, dass er im Ernstfall als einer der Ersten „am Feind“ gewesen wäre. Während eine solche Garnison für ranghohe Offiziere eine Ehre darstellte, fanden jedoch die dortigen rangniederen Offiziere kaum woanders im Reich Verwendung. Fritz Oswald Bilse, der in Forbach stationiert war, beschrieb dies in seinem 1903 erschienenen Roman Aus einer kleinen Garnison. Ein militärisches Zeitbild. Der Name der Garnison, in der das Buch spielte, wurde zwar nicht genannt, Neiße oder Diedenhofen exemplarisch erwähnt.
Mit seiner Beförderung am 17. Juli 1897 zum Oberst wurde Stern seinem Regiment aggregiert und am 18. August 1897 nach Köln als Kommandeur in das Infanterie-Regiment „Freiherr von Sparr“ (3. Westfälisches) Nr. 16 versetzt. Bereits am 18. August 1870 hatte er in der Schlacht bei Gravelotte eine versprengte Schar des Regiments als Ordonnanzoffizier auf dem Schlachtfeld geführt. Anlässlich des Ordensfestes wurde ihm für seine langjährigen Verdienste in der Truppenführung am 19. Januar 1901 der Kronenorden II. Klasse verliehen. Er war auch Inhaber des Roter Adlerordens III. Klasse mit Schleife. Unter Verleihung des Charakters als Generalmajor wurde Stern am 18. Mai 1901 in Genehmigung seines Abschiedsgesuches mit der gesetzlichen Pension zur Disposition gestellt.

### Lübeck
Neben seinen dienstlichen Verpflichtungen fand Stern immer Gelegenheit, Anteil an den Fragen der Zeit zu nehmen. Nach dem Austritt aus dem aktiven Dienst verlegte Stern seinen Wohnsitz nach Lübeck. Selten hatte ein Angehöriger der Armee es verstanden, wie es später in seinen Nachrufen hieß, ein solch glückliches Verhältnis zwischen Militär und Zivilbevölkerung herbeizuführen, wie es der General in seinem langjährigen Wirken in Lübeck tat. Dies tat er auf gemeinnützigem und teils auf politischem Gebiet. So trat vor allem, neben Emil Possehl, er in Lübeck für die Zeppelinspende nach der Havarie des Luftschiffs LZ 4 oder die Sammlung für Messina ein.
Neben der Kolonialgesellschaft und der Gesellschaft zur Beförderung gemeinnütziger Tätigkeit wirkte Stern jedoch zunächst als Vorsitzender der Lübecker Rudergesellschaft von 1885, förderte die Ruderriegen des Katharineums sowie des Johanneums und pflegte im Kreise der Lübecker Mitglieder des Lübecker Yacht-Clubs den Segelsport auf der Ostsee.
Bei den bürgerlichen politischen Vereinigungen trat der General sowohl als Redner als auch tätiges Mitglied hervor. In einer Wahlperiode wurde sein Name häufig als möglicher Reichstagskandidat genannt. Er erschien besonders geeignet, die mehrfach widerstrebenden Elemente der Mitte zu vereinigen. Hierin sah er seine Lebensaufgabe und hatte in jener Richtung innerhalb der Stadt viel gewirkt. Er war auch für den Reichsverband gegen die Sozialdemokratie tätig und bemühte sich dort, die Schärfen zu beseitigen und die Klassengegensätze zu überbrücken.
Des Weiteren trat der General in seinen letzten Jahren für eine geordnete Jugendpflege ein. Die Jungdeutschlandbewegung gründete den Landesverband „Lübeck“ im Großen Saale der Gesellschaft zur Beförderung gemeinnütziger Tätigkeit. Auf Ersuchen des Senates hatte Stern den Vorsitz im Bund Jung-Deutschland übernommen und verstand es, die Jugend an den Gedanken der Treue gegenüber Kaiser und Reich zu binden. Noch wenige Tage vor seinem Tod hatte er dem Senat Vorschläge einer im Landesverband gebildeten Kommission – es handelte sich um Sport- und Spielplätze in allen Stadtteilen – überreicht.
Zur gleichen Zeit trat er für die Errichtung einer Kaiser-Wilhelm-Halle mit einem Denkmal des Kaisers davor ein. Als der Mann, der dazu berufen schien, die Stadt „aus einer Situation zu befreien, die allmählich anfing recht peinlich zu werden“, verstarb, schien die Idee eines würdigen Denkmals dank Stern Gestalt angenommen zu haben. Es wurde bereits dahingehend spekuliert, dass am 9. März 1913 - 25 Jahre nach dem Tode Kaiser Wilhelms I. – der Grundstock für das Kaiser-Wilhelm-Gedächtnishaus gelegt werden sein würde.
Nach kurzem Unwohlsein verstarb Stern 68-jährig am Vormittag des 25. Novembers 1912 an einem Schlaganfall. Am Nachmittag des folgenden Donnerstags wurde der am St. Jürgen-Ring wohnende unter großer Anteilnahme auf dem altlübeckischen St. Jürgenfriedhof beigesetzt.

### Familie
Stern hatte sich am 20. September 1873 mit Helene Scheibel verheiratet. Aus der Ehe gingen zwei Kinder hervor. Die Tochter verstarb im Alter von neun Jahren. Sein Sohn Karl war zum Zeitpunkt seines Todes als Oberleutnant im Husaren-Regiment „Kaiser Franz Josef von Österreich, König von Ungarn“ (Schleswig-Holsteinisches) Nr. 16 in Schleswig stationierten.

## Veröffentlichungen
- Ordonnanzritte 1870/71. Gebrüder Borchers, Lübeck.